# Richard Woodville
Richard Woodville (o Wydeville), I conte di Rivers (Maidstone, 1405 – Kenilworth, 12 agosto 1469) fu prima barone, dal 1448, e poi conte di Rivers dal 1466 alla sua morte.

## Biografia
Era figlio del barone di Rivers, Richard Woodville, e di sua moglie, Joan Bedlisgate, figlia di Thomas Bittlesgate di Knightstone. Suo padre era il ciambellano di Giovanni Plantageneto, I duca di Bedford.
Tra il 6 febbraio 1436 e il 23 marzo 1437, Riccardo sposò Giacometta di Lussemburgo (1416-1472) (discendente del re Giovanni d'Inghilterra), che era vedova di Giovanni Plantageneto, I duca di Bedford. Riccardo, che a quanto pare, alla battaglia di Azincourt, del 1415, era stato scudiero del re inglese Enrico V, continuò ad appoggiare i Lancaster ed il suo successore, re Enrico VI, il 9 maggio 1448, lo fece signore e barone di Rivers.
All'inizio della Guerra delle due rose, nel 1455, Riccardo era ancora un fautore della causa dei Lancaster, ma nel corso delle operazioni belliche, dopo che nel 1460, era stato fatto prigioniero a Calais, dal conte di March, Edoardo, che alla fine di quell'anno, sarebbe divenuto il capo del casato di York, dopo la morte di suo padre, Riccardo Plantageneto, III duca di York, e specialmente, dopo che Edoardo era divenuto re Edoardo IV, passò dalla parte del casato di York.
Il primo maggio del 1464, una delle figlie di Riccardo, Elisabetta Woodville, vedova di John Grey, cavaliere della fazione dei Lancaster, sposò segretamente il re, Edoardo IV.
Riccardo, come padre della neo-regina, Elisabetta, divenne il capo di un congruo numero di consanguinei, poveri, ma molto ambiziosi, che attraverso diversi convenienti matrimoni ricevettero numerosi titoli, ottenendo però in compenso poca terra (che era la vera fonte del potere) che così non costituivano una minaccia per il dominio del consigliere del re, Richard Neville, duca di Warwick, che governava il regno. Quest'ultimo tuttavia provò irritazione per l'influenza che i suddetti esercitavano sul re, così, con l'aiuto del giovane fratello del sovrano, Giorgio Plantageneto, I duca di Clarence, che l'11 luglio del 1469, aveva sposato sua figlia, Isabella, e quindi era divenuto suo genero, prese le armi contro Edoardo.
Riccardo, col grosso dell'esercito reale, privo di re Edoardo, fu sconfitto nella battaglia di Edgecote Moor, presso Banbury, e fu imprigionato col figlio, Giovanni Woodville, da Richard Neville conte di Warwick. Richard Woodville e Giovanni Woodville, in base a false accuse, dopo un processo farsa, furono decapitati a Kenilworth, il 12 agosto 1469.
Alla sua morte, gli successe nei titoli, il figlio, Antonio Woodville.

## Matrimonio e figli

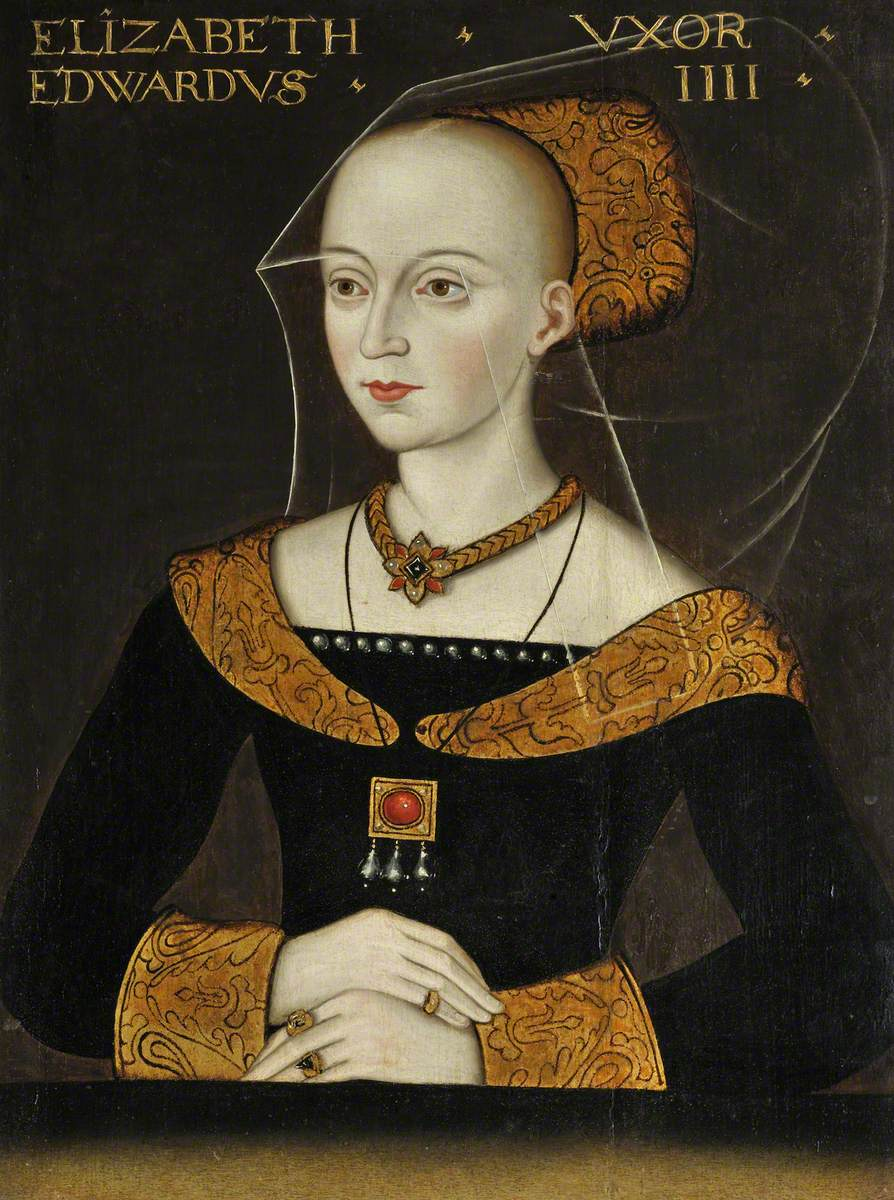
Elisabetta Woodville

A Riccardo Giacometta diede quattordici figli:
- Elisabetta Woodville (1437 - 1492), regina consorte e poi regina madre d'Inghilterra;
- Lewis Woodville (1438-1438), morto infante;
- Anne Woodville (1438 - 1489), sposò William Bourchier, erede della contea di Essex e poi George Grey, II conte di Kent;
- Antonio Woodville, II conte Rivers (1440 - 1483), si sposò due volte ed ebbe una figlia illegittima;
- John Woodville (1444-1469), sposò Catherine Neville;
- Giacometta Woodville (1445-1509), sposò John le Strange, VIII barone Strange di Knockin;
- Lionel Woodville (1446-1484), vescovo di Salisbury;
- Eleanor Woodville (morta nel 1512), sposò Anthony Grey, figlio di Edmund Grey, I conte di Kent;
- Margaret Woodville (1450-1490), sposò Thomas Fitzalan, X conte di Arundel;
- Marta Woodville (morta nel 1500), sposò John Bromley di Baddington;
- Richard Woodville, III conte Rivers (1453-1491);
- Edward Woodville, Lord Scales (1454/8 – 1488);
- Mary Woodville (c. 1456 – 1481), sposò William Herbert, II conte di Pembroke;
- Catherine Woodville (1458 - 1497), sposò in prime nozze Henry Stafford, II duca di Buckingham, in seconde nozze Jasper Tudor, duca di Bedford, e in terze nozze Richard Wingfield.